# Dolmen de Saint-Fort-sur-le-Né
El dolmen de Saint-Fort-sur-le-Né o de la Pierre Levée és una estructura megalítica que data del Neolític, situat sobre una cresta a mig vessant enmig de vinyers en un emplaçament anomenat de Pierre Levée, a la comuna francesa de Saint-Fort-sur-le-Né a Charente, França, classificat monument històric el 16 d'agost de 1983.
Les pedres i terra —túmul— que el recobria han desaparegut. És un dolmen amb la taula horitzontal en gres, de 7 metres de longitud, 4,70 metres d'amplària, 1 metre de gruix i que pesa aproximadament 40 tones. La seva alçada és imponent i inhabitual a la regió, amb la taula sostinguda per tres pilars de 2,20 m d'altura.